# Yves Bissouma
Yves Bissouma (ur. 30 sierpnia 1996 w Bamako) – malijski piłkarz pochodzenia iworyjskiego grający na pozycji środkowego pomocnika w angielskim klubie Tottenham Hotspur oraz w reprezentacji Mali.

## Kariera klubowa
Swoją karierę piłkarską Bissouma rozpoczął w klubie AS Real Bamako. W sezonie 2014/2015 zadebiutował w jego barwach w malijskiej Première Division.
Latem 2015 roku Bissouma odszedł z AS Real Bamako do Lille OSC. Początkowo grał w rezerwach tego klubu, ale w 2016 roku awansował do pierwszej drużyny. 28 października 2016 zadebiutował w nim w Ligue 1 w przegranym 0:1 domowym meczu z Paris Saint-Germain.
| Sezon   | Klub                   | Kraj    | Rozgrywki         | Mecze | Gole | Rozgrywki Europy | Mecze | Bramki |
| ------- | ---------------------- | ------- | ----------------- | ----- | ---- | ---------------- | ----- | ------ |
| 2014/15 | AS Real Bamako         | Mali    | Première Division | ?     | ?    | -                | -     | -      |
| 2015/16 | Lille OSC B            | Francja | CFA 2             | 4     | 0    | -                | -     | -      |
| 2016/17 | Lille OSC              | Francja | Ligue 1           | 23    | 1    | Liga Europy UEFA | 1     | 0      |
| 2017/18 | Lille OSC              | Francja | Ligue 1           | 24    | 2    | -                | -     | -      |
| 2018/19 | Brighton & Hove Albion | Anglia  | Premier League    | 28    | 0    | -                | -     | -      |

Stan na: 15 maja 2019 r.

## Kariera reprezentacyjna
W reprezentacji Mali Bissouma zadebiutował 18 października 2015 roku w wygranym 2:1 meczu eliminacji do Mistrzostw Narodów Afryki 2016 z Mauretanią. W 2017 roku został powołany do kadry na Puchar Narodów Afryki 2017.